# Loudi
Loudi (kinesisk skrift: 娄底 ; pinyin: Lóudǐ) er en by på præfekturniveau i provinsen Hunan i det sydlige Kina. Præfekturet har et areal på 8,107 km² og en befolkning på 4.210.000 mennesker (2007), hvora omkring 1.3 million bor i selve byen.

## Administrative enheder
Loudi består af et bydistrikt, to byamter og to amter:
- Bydistriktet Louxing – 娄星区 Lóuxīng Qū ;
- Byamtet Lengshuijiang – 冷水江市 Lěngshuǐjiāng Shì ;
- Byamtet Lianyuan – 涟源市 Liányuán Shì ;
- Amtet Shuangfeng – 双峰县 Shuāngfēng Xiàn ;
- Amtet Xinhua – 新化县 Xīnhuà Xiàn.

27°44′N 112°00′Ø / 27.733°N 112.000°Ø